# Rudy Hartono
Rudy Hartono Kurniawan (født 18. august 1949 i Surabaya) er en indonesisk tidligere badmintonspiller og en af de største i sportens historie. Han vandt herresingle i All England-turneringen 8 gange i alt, dengang da denne turnering blev anset som et uofficielt verdenmesterskab, og før han trak sig tilbage, nåede han også at vinde et af de første officielle verdensmesterskaber.

## Resultater
- All England

- 1968 – Vinder – besejrede Tan Aik Huang (Malaysia)
- 1969 – Vinder – besejrede Darmadi (Indonesien)
- 1970 – Vinder – besejrede Svend Pri
- 1971 – Vinder – besejrede Muljadi (Indonesien)
- 1972 – Vinder – besejrede Svend Pri
- 1973 – Vinder – besejrede Christian (Indonesien)
- 1974 – Vinder – besejrede Punch Gunalan (Malaysia)
- 1975 – nr. 2 – tabte til Svend Pri
- 1976 – Vinder – besejrede Liem Swie King (Indonesien)
- 1977 -
- 1978 – nr. 2 – tabte til Liem Swie King

- Verdensmesterskab

- 1980 – Vinder

## Eksternehenvisninger
- Rudy Hartonos profil på Olympics.com (engelsk)
- Rudy Hartonos profil på Olympic.org (arkiveret) (engelsk)
- Rudy Hartonos profil på Olympedia (engelsk)